# سولفید کلسیم
سولفید کلسیم (به انگلیسی: Calcium sulfide) با فرمول شیمیایی CaS یک ترکیب شیمیایی با شناسه پاب‌کم ۱۰۱۹۷۶۱۳ است. که جرم مولی آن 72.143 g/mol می‌باشد. شکل ظاهری این ترکیب، بلورهای سفید است.